# جو پلوسکی
جو پلوسکی (انگلیسی: Joe Ploski؛ ‏ ۱۶ آوریل ۱۹۰۴ – ۱۷ مهٔ ۱۹۹۳) بازیگر و کمدین لهستانی-آمریکایی بود. وی بین سال‌های ۱۹۳۲ تا ۱۹۷۰ میلادی فعالیت می‌کرد. او پس از مهاجرت از لهستان، مدتی به عنوان نانوا کار کرد و با پولی که پس‌انداز نمود به کلاس‌های بازیگری رفت. در دوران جنگ جهانی دوم، او به نیروی زمینی ایالات متحده آمریکا و به عنوان آشپز مشغول به خدمت شد.
از فیلم‌ها یا مجموعه‌های تلویزیونی که وی در آن‌ها نقش داشته‌است، می‌توان به آلفرد هیچکاک تقدیم می‌کند، منطقه نیمه‌روشن، فراری، بونانزا، دود اسلحه، فرودگاه و بازداشتگاه شماره ۱۷ اشاره نمود.

## مرگ
پلوسکی در مه ۱۹۹۳ در لس آنجلس، در سن ۸۹ سالگی درگذشت.